# 卡本縣 (蒙大拿州)
卡本縣（英語：Carbon County）是美國蒙大拿州南部的一個縣，南鄰懷俄明州。面積5,341平方公里。根據美國2000年人口普查，共有人口9,552。縣治紅客棧市（Red Lodge）。
成立於1895年5月4日。縣名是英語碳的意思，指的是當地的煤礦。